# Janne Tynell
Janne Persson Tynell (i riksdagen kallad Tynell i Trelleborg, född 1 juli 1875 i Tryde, död 10 februari 1950 i Malmö, var en svensk postiljon och politiker (liberal). 
Janne Tynell, som var son till en dräng, gjorde karriär i Postverket från 1898 och utsågs 1919 till överpostiljon och 1931 till postexpeditör. Han var också aktiv i nykterhetsrörelsen.
Han var riksdagsledamot i andra kammaren för Trelleborgs, Skanör-Falsterbo, Simrishamns och Ängelholms valkrets 1909–1911. Som kandidat för Frisinnade landsföreningen tillhörde han dess riksdagsparti Liberala samlingspartiet. I riksdagen var han bland annat ledamot i andra kammarens andra tillfälliga utskott 1911. Han engagerade sig bland annat i löne- och pensionspolitiska frågor.